# Kristen mystik
Udtrykket kristen mystik er et samlebegreb, der refererer til kristne tekster, forfattere og grupperinger, som religionsforskere har kategoriseret under "mystik". Hvad denne kategori indeholder afhænger dog af definitionen på "mystik" og fortolkningen af de kristnes tekster. En typisk minimumsdefinition forstår mystik som en praksis, der sigter imod en tættere forbindelse til Gud, mens man endnu er i live.
Den tyske mystiker Mester Eckehart fortalte om sin mystiske oplevelse:
- der er jeg hverken Gud eller skabning, men jeg er, hvad jeg var, og hvad jeg vil forblive nu og altid... Thi i dette gennembrud fatter jeg, at Gud og jeg er eet,